# KB투자증권
KB투자증권은 KB금융그룹의 증권회사이다.

## 개요
1995년 연합에스비증권을 설립하여 같은해 한누리살로먼증권으로 상호명을 변경하였다. 증권업 허가를 취득하였으며, 한국증권업협회 정회원에 가입했다. 2008년 3월 11일 KB금융그룹이 인수하여 현재의 이름이 되었다. 2016년 4월 16일 현대증권을 인수 하였다. 현대증권과 2017년 1월 2일에 합병하여 KB증권으로 변경하여 사라졌다.